# Thalámes
Thalámes (grec moderne : Θαλάμες) est une localité située dans le dème du Magne-Occidental, dans le district régional de Messénie, dans la périphérie du Péloponnèse, en Grèce.
Selon le recensement de 2021, elle compte 77 habitants.
Baptisé originellement Koutifari (Κουτήφαρη), il a été rebaptisé en 1940 du nom d'une cité antique évoquée par exemple par Pausanias située à proximité.

## Géographie
Le village est situé sur la route de Kalamata à Areópoli.